# La casa torta (pel·lícula)
La casa torta (títol original en anglès, Crooked House) és una pel·lícula de misteri del 2017 dirigida per Gilles Paquet-Brenner, basada en la novel·la homònima d'Agatha Christie de 1949. La pel·lícula és protagonitzada per Max Irons, Terence Stamp, Glenn Close, Gillian Anderson i Stefanie Martini. El rodatge principal va començar el setembre de 2016 i la pel·lícula es va emetre al Regne Unit a Channel 5 el 17 de desembre de 2017. S'ha doblat al valencià per a À Punt; també s'ha subtitulat al català central.

## Repartiment
- Glenn Close com a Edith de Haviland
- Terence Stamp com a inspector en cap Taverner
- Max Irons com a Charles Hayward
- Stefanie Martini com a Sophia Leonides
- Julian Sands com a Philip Leonides
- Honor Kneafsey com a Josephine Leonides
- Christian McKay com a Roger Leonides
- Amanda Abbington com a Clemency Leonides
- Gillian Anderson com a Magda West
- Christina Hendricks com a Brenda Leonides
- Preston Nyman com a Eustace Leonides
- John Heffernan com a Laurence Brown
- Jenny Galloway com a Nanny
- Jacob Fortune-Lloyd com a Brent
- David Kirkbride com a Sergeant Glover
- Tina Gray com a Miss Ackroyd
- Roger Ashton-Griffiths com a Mr Gaitskill
- Andreas Karras com a Iannois Agrodopolous
- Gino Picciano com a Aristide Leonides